# Оццеро
Оццеро (італ. Ozzero) — муніципалітет в Італії, у регіоні Ломбардія,  метрополійне місто Мілан.
Оццеро розташоване на відстані близько 490 км на північний захід від Рима, 24 км на південний захід від Мілана.
Населення — 1529 осіб (2014).
Щорічний фестиваль відбувається першої неділі вересня. Покровитель — Madonna della cintura.

## Демографія
Населення за роками:

Станом на 1 січня 2023 року в муніципалітеті офіційно проживало 60 іноземців з 16 країн, серед них 11 громадян країн Євросоюзу та 8 громадян України.

## Сусідні муніципалітети
- Абб'ятеграссо
- Моримондо